# Mew2King
Jason Sheldon Zimmerman  (5 de fevereiro de 1989), mais conhecido pelo seu gamertag Mew2King (frequentemente abreviado para M2K) é um jogador profissional americano da série de jogos de luta crossover Super Smash Bros., publicada pela Nintendo. Ele ganhou mais de 100 torneios durante sua carreira, principalmente de Super Smash Bros. Melee. Ele é um dos "Cinco Deuses" do Melee, junto com Juan "Hungrybox" Debiedma, Adam "Armada" Lindgren, Kevin "PPMD" Nanney e Joseph "Mang0" Marquez; e é também um dos jogadores mais talentosos nos outros jogos da série Smash, buscando sempre conhecer o potencial técnico e fundamentos de algorítimo quando um novo jogo da série é lançado, sendo muito habilidoso no Super Smash Bros. original, Super Smash Bros. Brawl, Super Smash Bros for Wii U, e Super Smash Bros. Ultimate.
No Melee, Mew2King joga principalmente com Marth, Sheik e ocasionalmente com Fox McCloud. Ele é especializado em Kirby no Super Smash Bros. 64 e no Super Smash Bros. 4 costumava jogar com Cloud Strife.
O estilo de jogo extremamente metódico de Jason Mew2King, assim como seu incrível conhecimento de frame data de Melee, e também sua personalidade retraída, lhe valeram o apelido de "The Robot" (O Robô). Ele é conhecido por jogar Melee usando um gancho de garra em seu controle, popularizando essa prática. Por sua habilidade e conhecimento detalhado de todos os jogos de Smash Bros., Zimmerman é considerado por muitos como o maior Smasher de todos os tempos.
Desde maio de 2016, ele é membro da organização profissional de eSports, Echo Fox.

## Carreira de jogador profissional
Mew2King começou a competir em torneios em 2005 aos 16 anos de idade. O jogador Kashan "Chillindude" Khan descreveu M2K como tendo pouca aptidão natural para o jogo, tornando-se bom ao praticar muito. Durante o ano de 2006, Mew2King passou de um relativo desconhecido a ser um dos melhores jogadores do mundo. Em 2004, ele passou mais de 2.000 horas com a ajuda de SuperDoodleMan coletando dados sobre vários ataques e movimentos de Melee. Em 2007, ele conseguiu o 9º lugar na EVO World 2007.  Zimmerman foi considerado o melhor jogador de Melee e Brawl nos anos de 2008 e 2009. Entre 2010 e 2014, suas colocações em torneios decaíram , começando a perder para jogadores mais novos em ascensão.
Durante a maior parte de 2013, Jason não venceu nenhum torneio de grande expressão, até ganhar uma série de vitórias onde venceu praticamente todos os jogos, inclusive contra Mango, a quem ele não vencia há vários anos. Em 2014, ele perdeu para o exímio jogador de Yoshi, aMSa, nas quartas-de-final dos vencedores e Armada na final dos perdedores no torneio Kings of Cali 4. Mew2King terminou em 2º lugar contra Mango no The Big House 4 em Romulus, Michigan. Depois de uma partida cheia de reviravoltas complexas, Juan "Hungrybox" derrotou Zimmerman no Paragon Orlando 2015.
De 2007 a 2014, Mew2King foi membro da Empire Arcadia (EMP), uma empresa que também patrocinou jogadores de e-sports como Justin Wong. Ele deixou a organização depois de ter problemas com o pagamento atrasado por parte da empresa.  Zimmerman alega que desde 2009 o presidente da EMP Isaías "Triforce" Johnson lhe deve um total de "mais ou menos U$5.000" e emprestou Johnson mais de U$1.000.
De 2011 a 2014, Mew2King foi patrocinado pela CLASH Tournaments (CT). De 2012 a 2014, Mew2King assinou com a Play-For-Keeps, baseada em Vancouver, um serviço de apostas on-line e de esportes. Mew2King tem apoiado a Pastime Gaming e a Most Valuable Gaming desde o final de 2014, chegando a trabalhar como gerente de negócios na última.
Entre o final de 2014 até o início de 2015, Mew2King se concentrou em Super Smash Bros. 4 e em fazer streamings online, passando a jogar menos torneios online devido a lesões na mão. Suas colocações no torneio também caíram, ficando empatado em 9º lugar na Apex 2015. Em abril de 2015 ele se tornou um membro da equipe de esportes COGnitive Gaming. Por volta de junho de 2015, sofreu uma preocupante lesão na mão e perdeu as competições CEO 2015 e a competição máxima dos jogos de luta, EVO 2015, porém conseguiu participar da Super Smash Con em agosto, onde ficou em 2º depois de perder para o sueco Leffen. Em 31 de agosto ele teve uma revanche contra Leffen e o derrotou nas grandes finais da PAX Prime 2015, acabando com a sequência de vitórias de jogadores suecos em torneios nacionais americanos. Na Paragon Los Angeles 2015, ele ficou em segundo lugar, perdendo para Mango na Grande Final.
Em 17 de abril de 2016, Mew2King assinou com a Echo Fox.
Mew2King ficou em 1º lugar no individual de Melee na Smash Summit 6, em maio de 2018. Ele não perdeu na fase de classificação, conseguindo derrotar Armada duas vezes, incluindo na final. Mew2King se tornou o primeiro jogador a vencer um torneio Smash Summit além de Armada e Hungrybox.

## Vida pessoal
A alcunha de Mew2King vem do Pokémon Mewtwo, originalmente seu personagem de Melee favorito. Ele começou a jogar video games por volta dos 4 anos de idade, quando sua mãe lhe apresentou Super Mario Bros. no console NES, desde lá ele se apaixonou por videogames e buscava completar 100% todos os jogos que adquiria, e a achar o maior número de glitches e bugs neles.
Zimmerman cresceu em Cinnaminson Township, Nova Jersey, onde concluiu os estudos em 2007 pela Cinnaminson High School. Ele frequentou a Lorain County Community College antes de se transferir para a Camden County College, onde se graduou com um associate degree (similar a graduação tecnológica brasileira) em design de jogos eletrônicos / ciência da computação. Ele não está interessado em buscar um diploma de bacharelado, dedicando-se a sua carreira de jogador profissional e streamer.
Zimmerman é diagnosticado com Síndrome de Asperger, uma síndrome do transtorno do espectro autista, e TOC, e vem sofrendo de "depressão periódica" durante sua carreira. Ele atribui muito do seu crescimento social e pessoal à comunidade de Smash Bros.
De maio a novembro de 2014 ele viveu em Los Angeles, Califórnia com o youtuber gamer Sky Williams, que costuma abrigar vários outros jogadores profissionais. No início de 2015, mudou-se para Phoenix, Arizona e no verão de 2015, se mudou para a Flórida. Zimmerman é um jogador de videogame em tempo integral, fazendo streams de vários jogos, mas principalmente da série Smash Bros., no site twitch.tv e participa de torneios quase toda semana, mesmo os mais pequenos e inexpressivos.

### Cultura popular
Uma foto de 2009 onde Mew2King arregala os olhos ao ser beijado na bochecha por uma garota no torneio Tipped Off 5 se tornou uma imagem viral amplamente divulgada pela Internet, associada com o estereótipo nerd.